# Kanarn
Kanarn (nemško Kanaren) je naselje v Občini Ruda v Okraju Velikovec na Koroškem v Avstriji.